# Hemicellulas
Hemicellulas är ett enzym som bryter ner hemicellulosa i ved. Dessa enzym utsöndras till exempel av vednedbrytande mikroorganismer och mögelsvampar. De är i regel hydrolytiska enzymer och delas in i specialiserade enzym för olika typer av hemicellulosa, xylanaser och mannanaser är de viktigaste typerna. Dessa delas i sin tur in i enzymer som avlägsnar sidogrupper från hemicellulosan, såsom arabinaser som spjälkar av arabinosrester som sitter som sidokedjor på hemicellulosan xylan, och endohemicellulaser, som klipper upp huvudkedjan till kortare oligosackarider. Ett exempel på det sistnämnda är endoxylanas, som är ett kommersiellt och tekniskt viktigt enzym med användning i livsmedelsindustrin och pappersmasseindustrin.